# 부천국제만화축제

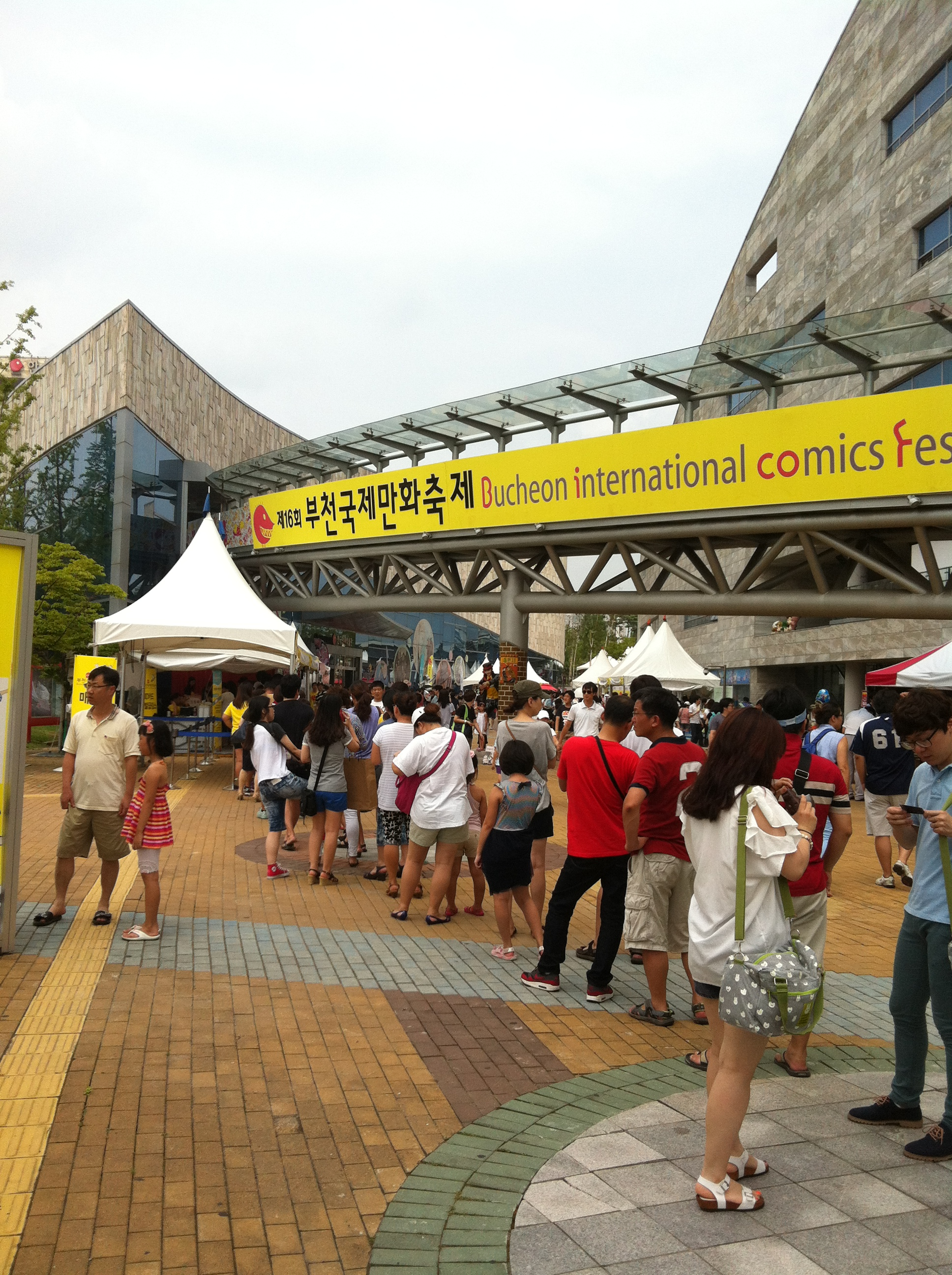
2013년 부천국제만화축제

부천국제만화축제(Bucheon International Comics Festival, BICOF, 富川國際漫畵祝祭)는 경기도 부천시에서 해마다 열리는 만화축제이다.
한국만화영상진흥원(전 부천만화정보센터)의 주최로, 부천국제만화축제 운영위원회가 주관하여 매회 개최한다. 만화산업의 활성화와 국내외 만화 콘텐츠 산업 비즈니스를 위한 행사로 1998년에 처음 설립되었다. 2004년 제 7회부터 부천만화축제에서 "부천국제만화축제"로 명칭이 바뀌었다. 현재 세계 각국의 만화 출판·제작업체와 만화가(웹툰작가, 스토리작가)들이 참가하는 전문적인 국제 만화 축제로 자리잡고 있다.
주요 행사로 국내외 주제 만화 전시, 애니메이션 상영, 만화콘텐츠페어, (학술)컨퍼런스, 세계어린이만화가대회, 국제만화마켓 등 다양한 이벤트 및 체험행사 등이 열린다.

## 연혁
- 제1회 1998년 12월 8일 ~ 12월 23일, 복사골 문화센터
- 제2회 1999년 12월 18일 ~ 12월 22일, 복사골 문화센터
- 제3회 2000년 9월 30일 ~ 10월 4일, 복사골 문화센터
- 제4회 2001년 10월 12일 ~ 10월 14일, 부천종합운동장(한국만화박물관) 일원
- 제5회 2002년 10월 2일 ~ 10월 6일, 부천종합운동장 레포츠공원 일원
- 제6회 2003년 10월 2일 ~ 10월 5일, 복사골 문화센터 전관, 송내역 일원
- 제7회 2004년 10월 14일 ~ 10월 17일, 복사골 문화센터 전관
- 제8회 2005년 9월 30일 ~ 10월 3일, 복사골문화센터 전관, 부천시청 일원
- 제9회 2006년 8월 17일 ~ 8월 20일, 복사골문화센터, 송내역, 둘리광장, 둘리거리, 구지공원
- 제10회 2007년 8월 16일 ~ 8월 19일, 복사골 문화센터, 시민의 강, 부천종합터미널-소풍, 부천시청
- 제11회 2008년 8월 14일 ~ 8월 17일, 복사골문화센터 일대
- 제12회 2009년 9월 23일 ~ 9월 27일, 한국만화영상진흥원, 부천일대
- 제13회 2010년 9월 15일 ~ 9월 19일, 한국만화영상진흥원
- 제14회 2011년 8월 17일 ~ 8월 21일, 한국만화박물관 및 영상문화단지 일대
- 제15회 2012년 8월 15일 ~ 8월 19일 한국만화박물관, 영상문화단지 일대
- 제16회 2013년 8월 14일 ~ 8월 18일 한국만화박물관, 영상문화단지 일대
- 제17회 2014년 8월 13일 ~ 8월 17일(수~일) 한국만화박물관, 영상문화단지 일대
- 제18회 2015년 8월 12일 ~ 8월 16일 한국만화박물관, 영상문화단지 일대
- 제19회 2016년 7월 27일 ~ 7월 31일 한국만화박물관, 영상문화단지 일대
- 제20회 2017년 7월 19일 ~ 7월 23일 한국만화박물관, 영상문화단지 일대
- 제21회 2018년 8월 15일 ~ 8월 19일 한국만화박물관, 영상문화단지 일대
- 제22회 2019년 8월 14일 ~ 8월 18일 한국만화박물관, 영상문화단지 일대

## 부천만화대상
부천만화대상은 부천시가 2004년에 제정해 해마다 시상하고 있는 만화상으로, 그 해 가장 주목받는 대표만화를 선정・시상한다. 2008년까지는 대상만 시상했지만 2009년부터는 다양한 부문에 걸쳐 시상한다.
| 연도         | 시상부문 | 작품(수상자)                                                             |
| ------------ | --- | ------------------------------------------------------------------------ |
| 2004년       | 대상 | 식객(허영만/김영사)                                                      |
| 2005년       | 대상 | 아파트(강풀/재미주의)                                                    |
| 2006년       | 대상 | 그린빌에서 만나요(유시진 / 윙크북스)                                     |
| 2007년       | 대상 | 빨간 자전거(김동화 / 행복한 만화가게)                                    |
| 2008년       | 대상 | 악동이(이희재 / 보리)                                                    |
| 2009년       | 대상 | 태일이(최호철 / 돌베개)                                                  |
| 2009년       | 우수만화상 | 뭐 없나?(마영신 / 씨네21)                                                |
| 2009년       | 어린이만화상 | 식물탐정 완두, 우리 동네 범인을 찾아라(황경택 / 길벗스쿨)                |
| 2009년       | 기획상 | 피부색깔=꿀색(전정식 (정경아) 作 / 길찾기)                               |
| 2009년       | 카툰상 | 안녕하세요 대한민국(엎어컷 作 / 엎어컷)                                  |
| 2009년       | 웹툰상 | 당신이 나를 사랑해야 한다면(양우석, 풍경 / 미디어 다음)                  |
| 2009년       | 해외작가상 | 밀로 마나라 (이탈리아)                                                   |
| 2010년       | 대상 | 마틴 앤 존(Martin & john)(박희정 / 서울문화사)                           |
| 2010년       | 어린이만화상 | 두근두근 탐험대(김홍모 / 도서출판 보리)                                  |
| 2010년       | 우수만화상(일반부문) | 내가살던용산(김성희 외 5인 作 / 도서출판 보리)                           |
| 2010년       | 우수만화상(뉴미디어부문) | 무림수사대(이충호 / 다음)                                                |
| 2010년       | 카툰상(특별상) | 사이로의 simple art 꿈꾸는 선(사이로 作 / 파란미디어)                    |
| 2010년       | 해외 작가상 | 다니구치 지로                                                            |
| 2011년       | 대상 | 울기엔 좀 애매한(최규석 / 사계절출판사)                                  |
| 2011년       | 우수이야기만화상 | 신과 함께 저승편(주호민 / 애니북스)                                      |
| 2011년       | 카툰상 | 박기소의 아이디어(박기소 / 거북이북스)                                   |
| 2011년       | 어린이만화상 | 영산강 아이들(최신오 / 거북이북스)                                       |
| 2011년       | 공로상 | 김동화(전 한국만화가협회장)                                              |
| 2011년       | 특별상 | 故김지은                                                                 |
| 2011년       | 기획상 | 아트림 미디어(대표 임달영)                                               |
| 2011년       | 해외작가상 | 장자크 상페(프랑스)                                                      |
| 2012년       | 대상 | 피터 히스토리아(송동근)                                                  |
| 2012년       | 우수 이야기만화상 | 목욕의 신(하일권)                                                        |
| 2012년       | 카툰상 | 올라치꼬스(조훈)                                                         |
| 2012년       | 어린이만화상 | 으랏차차 삼국유사(김진태)                                                |
| 2012년       | 교양 만화상 | 먼지 없는 방(김성희)                                                     |
| 2012년       | 해외작가상 | 심야식당(아베 야로)                                                      |
| 2012년       | 특별상 | 하로동선(조관제)                                                         |
| 2013년       | 대상 | 박시백의 조선왕조실록 (박시백/휴머니스트)                                |
| 2013년       | 우수 만화상 | 나는 99% 이다 (박순찬/비아북)                                            |
| 2013년       | 우수 만화상 | 정가네 소사 (정용연/휴머니스트)                                          |
| 2013년       | 어린이 만화상 | 아 팔레스타인 (원혜진/여우고개)                                          |
| 2013년       | 해외 작품상 | 체르노빌의 봄 (엠마누엘 르파주/길찾기)                                   |
| 2014년       | 대상 | 짐승의 시간 (박건웅/보리)                                                |
| 2014년       | 우수 만화상 | 미생 (윤태호/위즈덤하우스)                                               |
| 2014년       | 우수 만화상 | 선천적 얼간이들 (가스파드/재미주의)                                      |
| 2014년       | 어린이 만화상 | 꽃반지 (탁영호/고인돌)                                                   |
| 2014년       | 해외 작품상 | 지금 이대로 괜찮은 걸까? (마스다 미리/이봄)                              |
| 2014년       | 학술·평론상 | 김용환의 일본에서의 작품활동 연구 : 1930~40년대 삽화를 중심으로 (김소원) |
| 2015년       | 대상 | 인천상륙작전 (윤태호/한겨레출판)                                         |
| 2015년       | 어린이만화상 | 미운아기오리 뿡쉬 (김지연, 한나빵/도서출판 보리)                         |
| 2015년       | 해외작품상 | 7충 (오사게렌발/우리나비)                                                |
| 2015년       | 학술·평론상 | 만화가 담아내는 세상 (김낙호/학교도서관저널)                             |
| 2015년       | 부천시민만화상 | 아만자 (김보통/예담)                                                     |
| 2016년       | 대상 | 여탕보고서 (마일로/예담)                                                 |
| 2016년       | 어린이만화상 | 내 친구 마로 (김홍모/보리)                                               |
| 2016년       | 해외작품상 | 목소리의 형태 (오이마 요시토키/대원)                                     |
| 2016년       | 부천시민만화상 | 여탕보고서 (마일로/예담)                                                 |
| 2017년       | 대상 | 아 지갑놓고 나왔다 (미역의 효능/새잎)                                    |
| 2017년       | 어린이만화상 | 소년의 마음 (소복이/사계절)                                              |
| 2017년       | 해외작품상 | 피카소 (쥘리 비르망, 클레망 우브르리/미메시스)                           |
| 2017년       | 학술.평론상 | 전쟁 속의 만화, 만화 속의 냉전 (백정숙)                                  |
| 2017년       | 부천시민만화상 | 치즈인더트랩 (순끼/재미주의)                                             |
| 2018년       | |                                                                          |
| 대상         | 송곳 (최규석/창비) |                                                                          |
| 어린이만화상 | 나는 토토입니다 (심흥아/고래가 그랬어) |                                                                          |
| 해외작품상   | 노란 책 (타카노 후미코/북스토리) |                                                                          |
| 학술평론상   | 이현세의 만화 <공포의 외인구단>에 나타나는 정서적 과잉과 그 정치적 함의: 1980년대 ‘청년-독자’들의 감정구조와의 연관성을 중심으로 (이준희) |                                                                          |
| 독자인기상   | 여중생A (허5파6/비아북) |                                                                          |
| 2019년       | |                                                                          |
| 대상         | 곱게 자란 자식 (이무기/영컴) |                                                                          |
| 어린이만화상 | 귀신 선생님과 오싹오싹 귀신학교 (남동윤/사계절)                                                                                           |                                                                          |
| 해외작품상   | 바닷마을 다이어리 (요시다 아키미/애니북스)                                                                                                |                                                                          |
| 학술평론상   | 만화비평의 체계적 방법과 연구 (임재환) |                                                                          |
| 독자인기상   | 환생동물학교 (엘렌 심/북폴리오) |                                                                          |

## 공식 트레일러
제15회부천국제만화축제 (BICOF2012)
『'도시는 만화가 된다' 제15회 부천국제만화축제!』라는 제작컨셉트로 트레일러가 제작・공개되었다.
- 제작자
  - 영상감독 : 변병준 작가
  - 그림 : 최규석 만화가
  - 음악감독 : 국카스텐 하현우